# موز سكيمي
موز سكيمي (الاسم العلمي: Musa sikkimensis) هو نوع من النباتات يتبع جنس الموز من فصيلة الموزية.